# 李开湘
李开湘（1910年—1999年），中国人民解放军将领、中国人民解放军开国少将。
曾任中国人民解放军军事学院干部部副部长。1955年，授予中国人民解放军少将。